# Tre giorni d'anarchia
Tre giorni d'anarchia è un film italiano del 2004 diretto da Vito Zagarrio.

## Trama
Il film, ispirato all'esperienza giovanile del padre del regista, racconta il breve ma intenso periodo trascorso tra la caduta del regime fascista e l'arrivo degli americani in un paese della Sicilia. Il film vuole essere a metà tra il romanzo storico e un racconto più personale e intimo, ispirato dai racconti del padre di Zagarrio e una velata metafora al conflitto in Medioriente